# Gadsdenova vlajka

Moderní znázornění Gadsdenovy vlajky

Gadsdenova vlajka je vlajka z období americké války za nezávislost, kterou ve 21. století používají některá politická hnutí, např. minarchisté.

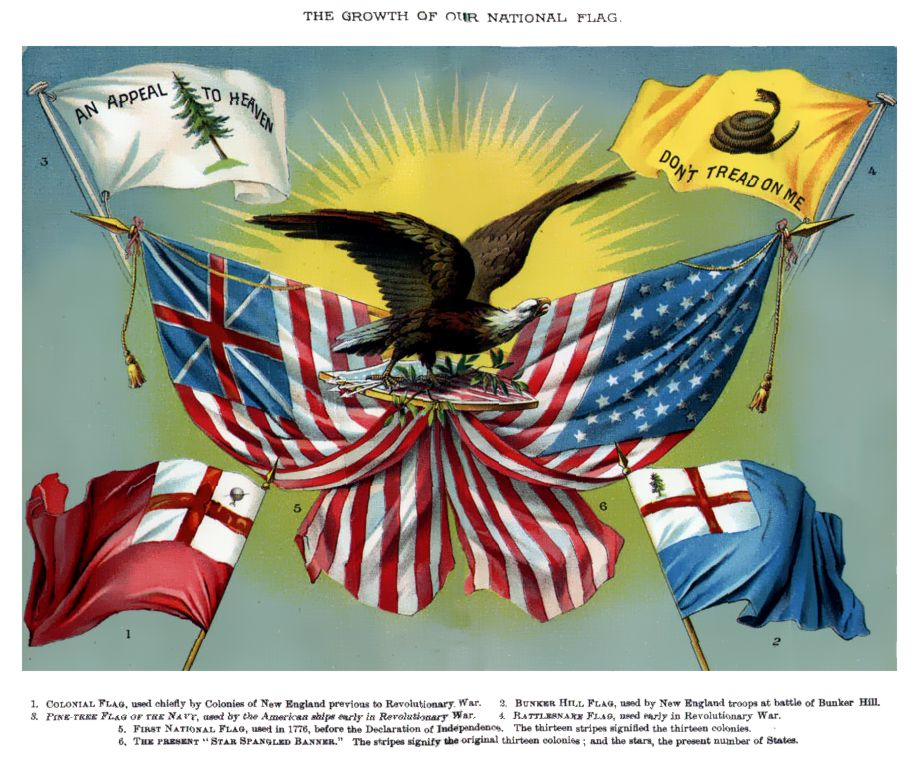
Ilustrace s americkými vlajkami z učebnice vydané v roce 1885 s Gadsdenovou vlajkou vpravo nahoře

## Popis vlajky
Na žlutém listu do klubka stočený chřestýš hledící k žerdi na travnatém podkladu (na starších vyobrazeních tráva chybí), pod ním nápis „DON'T TREAD ON ME“ – nešlap po mně.

## Historie vlajky
Autorem vlajky byl Christopher Gadsden. Nebyl však prvním, kdo motiv chřestýše použil; Benjamin Franklin už v 50. letech 18. století přirovnával tohoto nebezpečného hada k trestancům posílaným Británií do kolonií Nového světa. Později Franklin použil rozsekaného chřestýše s nápisem „JOIN, or DIE“ (přidej se, nebo zemři) na populárním dřevorytu ke znázornění kolonií, které mají držet při sobě proti společnému nepříteli. Už před vyhlášením nezávislosti se chřestýš stal populárním revolučním symbolem stejně jako motto don't tread on me. Gadsden nechal vlajku zhotovit ze žlutého hedvábí a věnoval ji Eseku Hopkinsovi, veliteli kontinentální flotily v prosinci 1775.

### Moderní užití

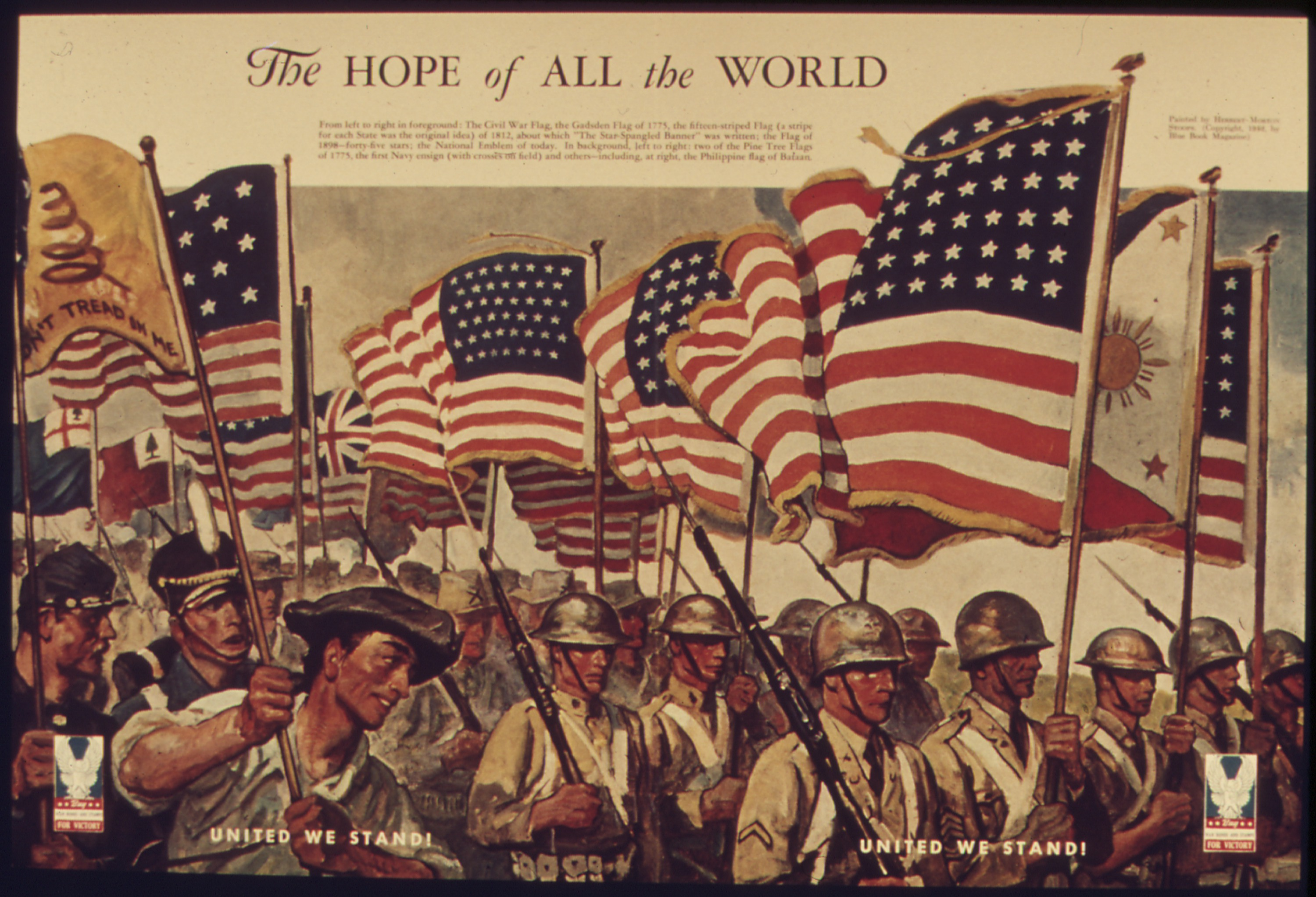
Druhoválečný plakát nadepsaný „Naděje celého světa“ s Gadsdenovou vlajkou vlevo

Později se tato vlajka stala patriotickým symbolem. Od sedmdesátých let 20. století je používána pravicově smýšlejícími libertariány, ve 21. století je někdy spojována s členy konzervativního hnutí Tea Party. Kvůli kontroverzím provázejícím užívání konfederační vlajky začaly některé jižanské organizace užívat Gadsdenovu vlajku. V internetové kultuře se Gadsdenova vlajka stala memem a vznikají různé její verze a parodie.